# Gloss Enhancement Module
Das Gloss Enhancement Module (GEM) – auch „Glanzeinheit“ – bezeichnet eine Kombination aus Walzen zur Verbesserung des Glanzes ausgedruckter Papierbilder von Digitaldrucksystemen.
Einige Digitaldrucksysteme erzeugen aufgrund des verwendeten Toners oder der Fixiertechnik auch auf einem glänzend gestrichenen Papier ein mattes Druckbild. Um diesen Unterschied zum Offsetdruck auszugleichen, wird das „Gloss Enhancement Module“ eingesetzt. Ausgehend von dem Unternehmen Xeikon findet es als optionales Modul in Digitaldrucksystemen der Unternehmen IBM und Xerox Verwendung.

## Aufbau
- 4 × Andruckwalzen (jeweils zwei oberhalb und unterhalb der Papierbahn)
- 4 × Heizwalzen (zwischen zwei Andruckwalzen, jeweils zwei oberhalb und unterhalb der Papierbahn)

## Funktionsweise
Nach der Fixierung erfolgt unter Druck ein Durchlauf der bedruckten Papierbahn durch das aufgeheizte „Gloss Enhancement Module“. Die Funktionsweise dieser Walzenkombination ist mit dem Effekt einer Heißkalandrierung vergleichbar.